# NHL (datorspelsserie)
NHL är en serie tv- och datorspel som produceras av EA Sports sedan 1991. Första versionen släpptes till Sega Mega Drive och sedan dess har spelen släppts till de flesta för stunden aktuella konsoler, inklusive PC. För närvarande finns spelen bland annat till Playstation 4 och Xbox One.

## Spel
| Titel              | År   | Plattformar               | Omslag, världen                                                                                | Omslag, specifikt område |
| ------------------ | ---- | ------------------------- | ---------------------------------------------------------------------------------------------- | --- |
| NHL Hockey         | 1991 | SMD                       | Kelly Hrudey (Los Angeles Kings)                                                               | - |
| NHLPA Hockey '93   | 1992 | SMD, SNES                 | Rod Brind'Amour (Philadelphia) Mike Richter (New York Rangers) Randy Moller (New York Rangers) | – |
| NHL '94            | 1993 | DOS, SCD, SMD, SNES       | Tomas Sandström (Los Angeles) Andy Moog (Boston)                                               | – |
| NHL '95            | 1994 | DOS, GB, GG, SMD, SNES    | Aleksej Kovaljov (NY Rangers) Kirk McLean (Vancouver)                                          | – |
| NHL '96            | 1995 | DOS, GB, SMD, SNES        | Scott Stevens (New Jersey) Steve Yzerman (Detroit)                                             | – |
| NHL 97             | 1996 | PS1, Sat, SMD, SNES, Win  | John Vanbiesbrouck (Florida)                                                                   | – |
| NHL 98             | 1997 | PS1, Sat, SMD, SNES, Win  | Peter Forsberg (Colorado)                                                                      | – |
| NHL 99             | 1998 | N64, PS1, Win             | Eric Lindros (Philadelphia)                                                                    | – |
| NHL 2000           | 1999 | GBC, PS1, Win             | Chris Pronger (St. Louis)                                                                      | Markus Näslund (Vancouver, endast i Norden) Richard Šmehlík (Buffalo, endast i Tjeckien) |
| NHL 2001           | 2000 | PS1, PS2, Win             | Owen Nolan (San Jose)                                                                          | Jere Lehtinen (Dallas, endast i Europa) Martin Ručinský (Montreal, endast i Tjeckien) |
| NHL 2002           | 2001 | GBA, PS2, Win, Xbox       | Mario Lemieux (Pittsburgh)                                                                     | – |
| NHL 2003           | 2002 | GCN, PS2, Win, Xbox       | Jarome Iginla (Calgary)                                                                        | Patrik Elias (New Jersey, endast i Tjeckien) Saku Koivu (Montreal, endast i Finland) |
| NHL 2004           | 2003 | GCN, PS2, Win, Xbox       | Dany Heatley (Atlanta) Joe Sakic (Colorado)                                                    | – |
| NHL 2005           | 2004 | GCN, PS2, Win, Xbox       | Markus Näslund (Vancouver)                                                                     | Olli Jokinen (Florida, endast i Finland) |
| NHL 06             | 2005 | GCN, PS2, Win, Xbox       | Vincent Lecavalier (Tampa Bay)                                                                 | Tuomo Ruutu (Chicago, endast i Finland) |
| NHL 07             | 2006 | PS2, PSP, Win, Xbox, X360 | Aleksandr Ovetjkin (Washington)                                                                | Teemu Selanne (Anaheim, endast i Finland) Henrik Lundqvist (NY Rangers, endast i Sverige) |
| NHL 08             | 2007 | PS2, PS3, Win, X360       | Eric Staal (Carolina)                                                                          | Jaromír Jágr (NY Rangers, endast i Tjeckien) Teemu Selänne (Anaheim, endast iFinland) Mark Streit (Montreal, endast i Schweiz) Henrik Zetterberg (Detroit, endast i Sverige) |
| NHL 09             | 2008 | PS2, PS3, Win, X360, PC   | Dion Phaneuf (Calgary)                                                                         | Alexander Ovechkin (Washington, endast i Ryssland) Daniel Alfredsson (Ottawa, endast i Sverige) |
| 3 on 3 NHL Arcade  | 2009 | PS3, X360                 | Ingen                                                                                          | |
| NHL 10             | 2009 | PS3, X360                 | Patrick Kane (Chicago)                                                                         | Mikkel Bødker (Phoenix, endast i Danmark) Mark Streit (NY Islanders, endast i Schweiz) Nicklas Bäckström (Washington, i Sverige) |
| NHL 11             | 2010 | PS3, X360                 | Jonathan Toews (Chicago)                                                                       | Daniel och Henrik Sedin (Vancouver, endast i Sverige) Mark Streit (NY Islanders, endast i Schweiz) |
| NHL Slapshot       | 2010 | Wii                       | Wayne Gretzky                                                                                  | |
| NHL 12             | 2011 | PS3, X360                 | Steven Stamkos (Tampa Bay)                                                                     | Jonas Hiller (Anaheim, endast i Schweiz) |
| NHL 13             | 2012 | PS3, X360                 | Claude Giroux (Philadelphia)                                                                   | Mika Zibanejad (Ottawa, endast i Ottawa, Kanada) P. K. Subban (Montreal, endast i Québec) Roman Josi (Nasville, endast i Schweiz) |
| NHL 14             | 2013 | PS3, X360                 | Martin Brodeur (New Jersey)                                                                    | William Karlsson (HV71, endast i Sverige) Mattias Janmark (AIK Ishockey, endast i Sverige) Patrik Hersley (Leksands IF, endast i Sverige) Linus Klasen (Luleå HF, endast i Sverige) Dick Axelsson (Frölunda HC, endast i Sverige) James van Riemsdyk (Toronto, endast i Toronto, Kanada) Craig Anderson (Ottawa, endast i Ottawa, Kanada) I Finland av FM-liganupplagan visar varje klubb. |
| NHL 15             | 2014 | PS4, XBO, PS3, X360       | Patrice Bergeron (Boston)                                                                      | Nino Niederreiter (Minnesota Wild, endast i Schweiz) Niclas Andersén (Brynäs IF, endast i Sverige) Mikael Tellqvist (Djurgården Hockey, endast i Sverige) Robin Figren (Frölunda HC, endast i Sverige) Fredrik Pettersson-Wentzel (Färjestad BK, endast i Sverige Mattias Tedenby (HV71, endast i Sverige) Jens Bergenström (Leksands IF, endast i Sverige) Chad Kolarik (Linköping HC, endast i Sverige) Per Ledin (Luleå HF, endast i Sverige) Samuel Påhlsson (Modo Hockey, endast i Sverige) Erik Forssell (Skellefteå AIK, endast i Sverige) Tomi Kallio (Växjö Lakers HC, endast i Sverige) Jared Aulin (Örebro HK, endast i Sverige) |
| NHL Legacy Edition | 2015 | PS3, X360                 | Ingen (bild på Stanley Cup)                                                                    | |
| NHL 16             | 2015 | PS4, XBO                  | Jonathan Toews (Chicago)                                                                       | Nino Niederreiter (Minnesota Wild, endast i Schweiz) |
| NHL 17             | 2016 | PS4, XBO                  | Vladimir Tarasenko (St. Louis)                                                                 | Nino Niederreiter (Minnesota Wild, endast i Schweiz) |
| NHL 18             | 2017 | PS4, XBO                  | Connor McDavid (Edmonton)                                                                      | Roman Josi (Nashville, endast i Schweiz) |
| NHL 19             | 2018 | PS4, XBO                  | P.K. Subban (Nashville)                                                                        | Patrik Laine (Winnipeg, endast i Finland) William Nylander (Toronto, endast i Sverige) |
| NHL 20             | 2019 | PS4, XBO                  | Auston Matthews (Toronto)                                                                      | Elias Pettersson (Vancouver, endast i Sverige) Patrik Laine (Winnipeg, endast i Finland) |
| NHL 21             | 2020 | PS4, XBO                  | Aleksandr Ovetjkin                                                                             | |
| NHL 22             | 2021 | PS4, XBO, PS5, XBS        | Auston Matthews (Toronto)                                                                      | |
| NHL 23             | 2022 | PS4, XBO, PS5, XBS        | Trevor Zegras (Anaheim) och Sarah Nurse (Kanada)                                               | |
| NHL 24             | 2023 | PS4, XBO, PS5, XBS        | Cale Makar (Colorado)                                                                          | |
| NHL 25             | 2024 | PS5. XBS                  | Quinn Hughes (Vancouver)                                                                       | Jack Hughes (New Jersey) Deluxe edition: Luke Hughes (New Jersey) tillsammans med sina bröder Quinn och Jack. |

| Förkortning | Fullständigt namn          |
| ----------- | -------------------------- |
| DOS         | DOS/MS-DOS                 |
| GB          | Game Boy                   |
| GBA         | Game Boy Advance           |
| GBC         | Game Boy Color             |
| GCN         | Nintendo GameCube          |
| GG          | Sega Game Gear             |
| N64         | Nintendo 64                |
| PS1         | Playstation                |
| PS2         | Playstation 2              |
| PS3         | Playstation 3              |
| PS4         | Playstation 4              |
| PSP         | Playstation Portable       |
| Sat         | Sega Saturn                |
| SCD         | Sega Mega-CD               |
| SMD         | Sega Mega Drive/Genesis    |
| SNES        | Super NES/Super Famicom    |
| Wii         | Wii                        |
| Win         | Microsoft Windows          |
| Xbox        | Xbox                       |
| X360        | Xbox 360                   |
| XBO         | Xbox One                   |
| XBS         | Xbox Series X och Series S |
| PS5         | Playstation 5              |

### Fotnoter
1. ↑  Här är omslagen till NHL 14 EA Sports Club Edition - SHL.se
2. ↑  «El Nino» est prêt à faire chauffer les glaces de NHL. 22 juli 2014 [läst 31 juli 2014].
3. ↑  Spelarna som pryder specialomslagen av EA SPORTS NHL 15
4. ↑  ”Minnesota Wild's Nino Niederreiter to appear on Swiss cover of NHL 17”. FOX Sports. 28 juli 2016. http://www.foxsports.com/north/story/nhl-17-ea-sports-minnesota-wild-nino-niederreiter-072816. Läst 18 september 2016.
5. ↑  ”Roman Josi PS4 Cover”. EA Sports. 11 oktober 2017. Arkiverad från originalet den 15 mars 2018. https://web.archive.org/web/20180315195913/https://media.contentapi.ea.com//content/dam/ea/easports/nhl/buy-page/nhl18/nhl18-swiss/nhl18-roman-josi-ps4_fr_de_it.pdf. Läst 1 april 2018.
6. 1 2  Mäki, Jonas (2 augusti 2018). ”William Nylander pryder NHL 19-omslaget i Sverige”. Gamereactor. https://www.gamereactor.se/nyheter/641323/William+Nylander+pryder+NHL+19omslaget+i+Sverige/?sid=eab9ba16335d7ba7833219c7f1319287. Läst 2 augusti 2018.
7. ↑  https://www.gamespot.com/articles/nhl-20-revealed-battle-royale-cover-star-release-d/1100-6467885/
8. ↑  https://www.gamespot.com/articles/nhl-21-pre-orders-now-available-more-to-be-reveale/1100-6480021/
9. 1 2  ”The Hughes Brothers” (på engelska). www.ea.com. https://www.ea.com/games/nhl/nhl-25/features/cover-athletes. Läst 5 september 2024.